# Большеучинское (сельское поселение)
Большеучинское — упразднённое муниципальное образование со статусом сельского поселения в Можгинском районе Удмуртии Российской Федерации.
Административный центр — село Большая Уча.
25 июня 2021 года упразднено в связи с преобразованием муниципального района в муниципальный округ.

## История
Статус и границы сельского поселения установлены Законом Удмуртской Республики от 13 июля 2005 года № 41-РЗ «Об установлении границ муниципальных образований и наделении соответствующим статусом муниципальных образований на территории Можгинского района Удмуртской Республики».

## Население
| 2008  | 2010  | 2012  | 2013  | 2014  | 2015  | 2016  |
| ----- | ----- | ----- | ----- | ----- | ----- | ----- |
| 3341  | ↘3026 | ↗3027 | ↘3005 | ↘2983 | ↘2933 | ↘2913 |
| 2017  | 2018  | 2019  | 2020  |       |       |       |
| ↘2870 | ↘2821 | ↘2808 | ↘2743 |       |       |       |

## Состав сельского поселения
| №  | Населённый пункт | Тип населённого пункта       | Население |
| -- | ---------------- | ---------------------------- | --------- |
| 1  | Большая Сюга     | деревня                      | ↘167      |
| 2  | Большая Уча      | село, административный центр | ↗1964     |
| 3  | Ильдас-Уча       | деревня                      | →0        |
| 4  | Камышлы          | деревня                      | ↗76       |
| 5  | Красный Яр       | село                         | ↗20       |
| 6  | Ломеслуд         | деревня                      | ↗391      |
| 7  | Мальчиково       | деревня                      | ↗89       |
| 8  | Нижний Шидлуд    | деревня                      | →27       |
| 9  | Николо-Сюга      | деревня                      | ↘15       |
| 10 | Пазял-Зюмья      | деревня                      | ↘150      |
| 11 | Полянское        | деревня                      | ↗7        |
| 12 | Сундо-Уча        | деревня                      | ↘121      |